# Ассимиляция (биология)
Ассимиля́ция (от лат. assimulatio - уподобление) — совокупность процессов биосинтеза органических веществ с затратой энергии в живом организме. Биосинтез высокомолекулярных соединений (белков, нуклеиновых кислот, полисахаридов, липидов). Невозможна без энергии. Синоним слова анаболизм.
В ходе ассимиляции образуются сложные белки, жиры, нуклеиновые кислоты и углеводы, из простых веществ, для дальнейшего использования как «строительный материал» клетки и получении энергии при помощи диссимиляции (распада).